# Jade InnovationsZentrum

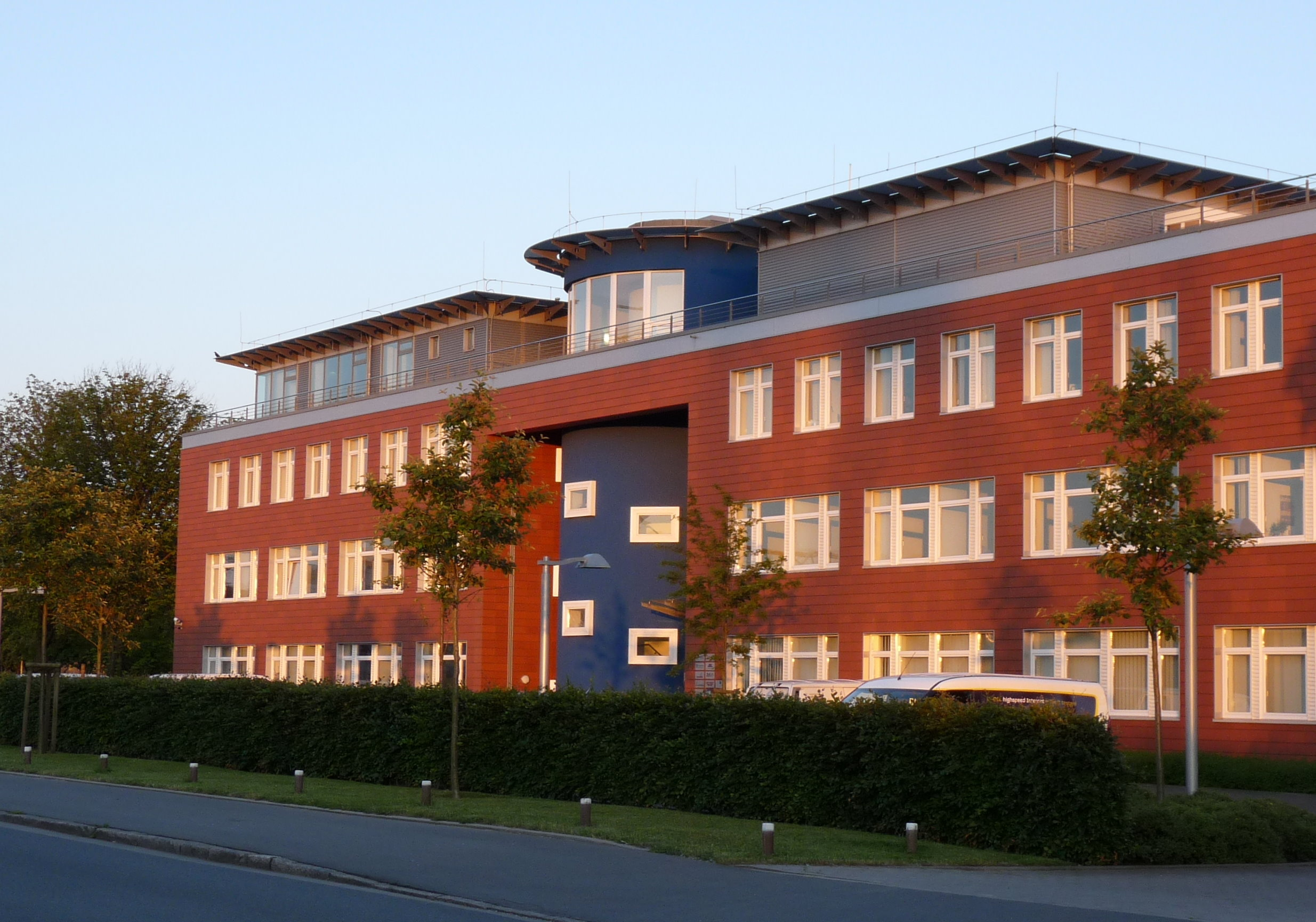
Jade InnovationsZentrum in Wilhelmshaven

Das Jade InnovationsZentrum (JIZ) befindet sich in der Nordseestadt Wilhelmshaven im Bundesland Niedersachsen. Das JIZ ist ein regionaler Knotenpunkt für die Vernetzung von Wissenschaft und Wirtschaft sowie Impulsgeber für Gründungen und Unternehmensansiedlungen.

## Jade InnovationsZentrum
Das Jade InnovationsZentrum liegt an der Emsstraße im Süden Wilhelmshaven. Es wurde Anfang 2006 unter dem Namen BioTechnologie Zentrum eröffnet, seinerzeit lag die inhaltliche Ausrichtung vorrangig auf biotechnologische Unternehmen und Inhalte. 2010 erfolgte dann eine Ausweitung des Spektrums auf „Bio- und/oder Technologie“ und die Umbenennung in den heutigen Namen. Bis zur Verschmelzung mit der WFG Wirtschaftsförderung in Wilhelmshaven GmbH (WFG) im Jahr 2014 wurde das JIZ von der Biosphere AG geleitet. Seit 2011 sind neben Unternehmen auch wissenschaftliche Arbeitsgruppen der Carl von Ossietzky Universität Oldenburg im Zentrum ansässig.
Auf rund 1.850 Quadratmetern stehen Büros und Labore zur Anmietung zur Verfügung. Gemeinschaftsbereiche, Teeküchen, ein Datennetzwerk sowie ein Sicherheitssystem können von den Mietern genutzt werden. Für Meetings und Veranstaltungen gibt es einen Konferenzraumbereich im Staffelgeschoss. Besonderheit des Zentrums sind komplett ausgestattete Labore sowie die Analysentechnik mit Geräten für Mikrobiologie, Molekularbiologie und chemische Analytik, die gemeinschaftlich genutzt werden können.

## Aufgaben und Ziele
Ziel und Aufgabe ist es, die in der Region vorhandenen Kräfte zu konzentrieren, Wissenschaft und Wirtschaft miteinander zu vernetzen, die Wettbewerbsfähigkeit zu steigern sowie Innovationen zu fördern und in der Region zu halten. Die WFG leitet das Jade InnovationsZentrum und bietet Mietern und Gründungswilligen ein umfangreiches Dienstleistungsangebot. Junge Unternehmen, Gründer und Forscherteams finden dadurch optimale Bedingungen für ihre erfolgreiche Entwicklung und können von starken Netzwerken profitieren.

## Schwerpunkte
Ansiedlung und Unterstützung von Unternehmen und Gründungen, insbesondere aus den Bereichen:
- Medizin
- Maritimes
- Biotechnologie
- Naturwissenschaft, Technik und mehr.

## Mietdauer
Unternehmen können in der Regel maximal acht Jahre die günstigen Konditionen im Jade InnovationsZentrum nutzen. Danach müssen sie das Zentrum verlassen bzw. es sind ggf. neue Konditionen für den Verbleib zu verhandeln.